# Alianza de los Pueblos de la Cordillera
La Alianza de los Pueblos de la Cordillera (Cordillera Peoples' Alliance, CPA) es una federación de organizaciones de pueblos indígenas de la Cordillera Central de Filipinas. Es miembro fundador de la Organización de Naciones y Pueblos No Representados (UNPO). 
Fue fundada en 1984 por siete organizaciones de pueblos igorotes, que aumentó a sesenta miembros el primer año. Actualmente, hay más de 120 organizaciones que son miembros de la CPA. Su objetivo es  desarrollar los intereses colectivos y el bienestar de los pueblos indígenas de las provincias montañosas.
La Cordillera Central o Gran Cordillera es la principal cadena montañosa de Filipinas. Ocupa un sexto de la isla de Luzón y tiene una extensión de 18.300 km². 
La población de la cordillera es de 1,1 millón de personas, el 2% de la población de Filipinas. La mayoría son igorotes (pueblo de las montañas), que se reparten a lo largo de cinco provincias y se dividen en siete grupos étnico-lingüísticos. Las provincias son Kalinga-Apayao, hogar de los kalinga y los isneg; Abra, hogar de los tinggian o tinguianos; La Montaña, hogar de los bontoc y los kankanaey; Ifugao, hogar de los ifugao, y Benguet, hogar de los kankanaey y los ibaloi.